# 宋育德
宋育德（1878年—1944年），字翰生，号公威，江西省奉新县宋埠乡牌楼村人，清代末科进士，宋應星後裔。

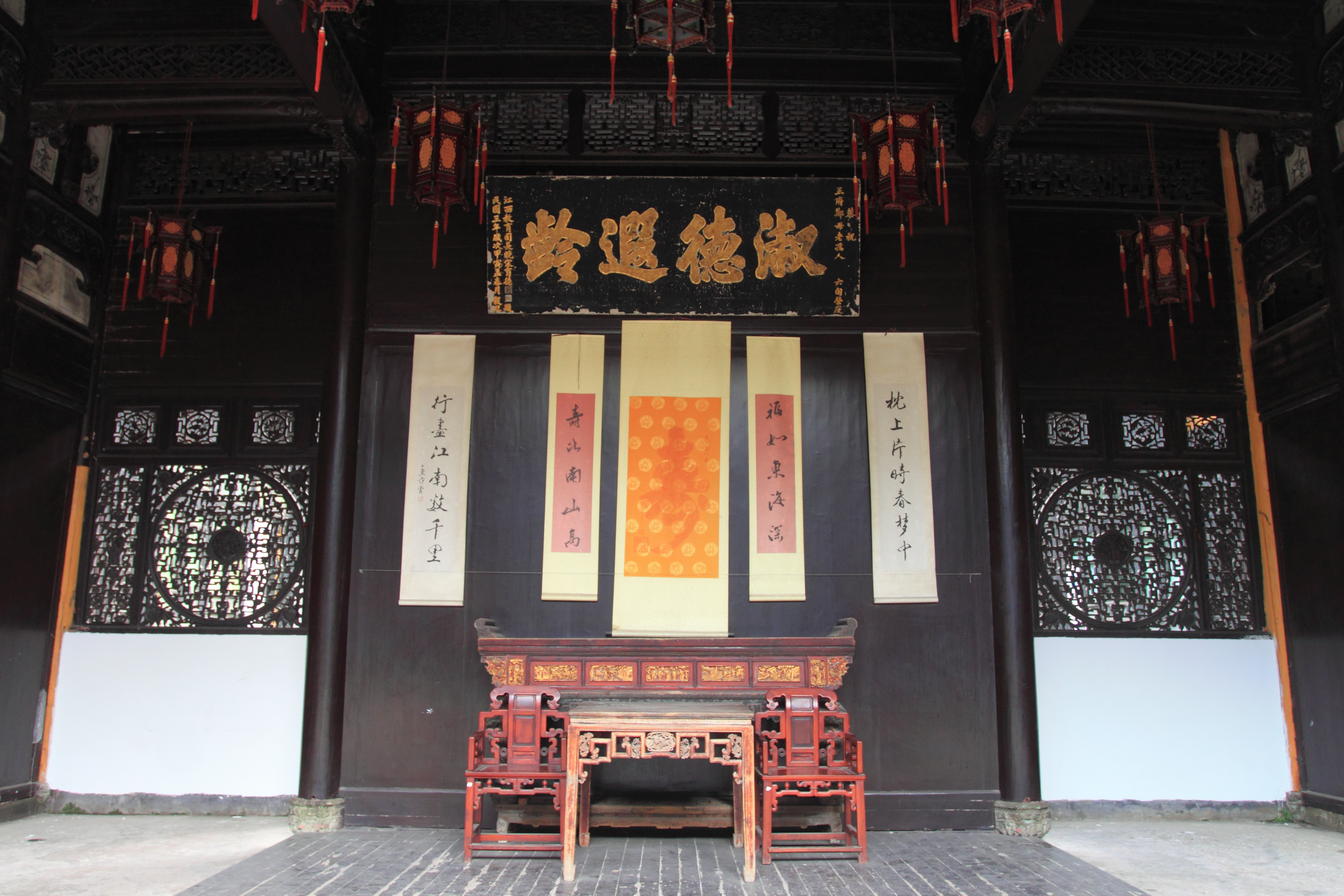
宋育德题牌匾“淑德遐龄”，现藏于上饶市相府路17号民宅

光绪二十九年（1903年）中举人，三十年（1904年）甲辰殿试中二甲第十七名，授翰林院编修。日本早稻田大學政治經濟科畢業。民国元年（1912年）一度出任李烈钧治下江西省教育司长，为“民国会”江西分会骨干。民国四年（1916年）当选第二届国会众议院议员，次年又兼任临时参议院议员。